# لوین اوزتونالی
لوین مِه تِه اوزتونالی (متولد ۱۹ مارس ۱۹۹۶) یک هافبک فوتبال است که در بایر لورکوزن و در بوندسلیگا بازی می‌کند.

## زندگی‌نامه
پدر او مِه تِه اهل ترکیه است و مادر او فروکا اهل آلمان است. فروکا دختر بازیکن فوتبال سابق تیم ملی فوتبال آلمان یووه سیلر است. لوین اوزتونالی در هامبورگ متولد شد و در حومهٔ شهر نردراشتت بزرگ شد.